# Санчо, Алехандро
Алехандро Санчо (англ. Alejandro Sancho; род. 18 марта 1994, Майами, Флорида) — американский борец греко-римского стиля, победитель и призёр Панамериканских чемпионатов, участник Олимпийских игр.

## Карьера
В марте 2020 года в Панамериканском олимпийском квалификационном турнире в Оттаве стал финалистом, что позволило ему завоевать лицензию на участие в Олимпийских играх 2020 в Токио. На Олимпиаде уступил в первом поединке россиянину Артёму Суркову (4:10) и выбыл из турнира, и занял итоговое 10 место.

## Достижения
- Панамериканский чемпионат по борьбе 2016 — ;
- Панамериканский чемпионат по борьбе 2020 — ;
- Олимпийские игры 2020 — 10;
- Панамериканский чемпионат по борьбе 2020 — ;